# Катастрофа Vickers Viscount под Москвой
Катастрофа Vickers Viscount под Москвой — авиационная катастрофа, произошедшая в понедельник 26 сентября 1960 года в районе московского аэропорта Шереметьево с самолётом Vickers 837 Viscount авиакомпании Austrian Airlines, при этом погиб 31 человек. Единственная катастрофа в истории данной авиакомпании.

## Самолёт
Vickers Viscount модели V.837 с заводским номером 437 был выпущен в том же 1960 году и 10 февраля совершил свой первый полёт. 25 февраля его продали в Австрию, где он получил бортовой номер OE-LAF и поступил в национальную авиакомпанию Austrian Airlines (сокращённо AUA, базировалась в аэропорту Швехат, Вена), для которой стал первым представителем типа Viscount. 28 марта на торжественной церемонии в аэропорту Швехат борт OE-LAF получил имя Joseph Haydn в честь известного австрийского композитора. Всего на момент катастрофы авиалайнер имел наработку 1273 лётных часа и 872 цикла (посадки). Его четыре турбовинтовых двигателя были модели Rolls-Royce Dart 525/01.

## Экипаж
- Командир воздушного судна — 36-летний Эрвин Вильфинг (нем. Erwin Wilfing).
- Второй пилот — 39-летний Фердинанд Фрайзлебен (нем. Ferdinand Freisleben).
- Бортинженер — 41-летний Вальтер Вурцер (нем. Walter Wurzer).
- Стюардессы:
  - Адельхайд Хернлер (нем. Adelheid Hernler), 22 года.
  - Сильвия Ибба (нем. Sylvia Ibba), 25 лет.
  - Мария Верни (нем. Maria Wernie), 28 лет.

## Катастрофа
Самолёт выполнял международный рейс 901 по маршруту Вена — Варшава — Москва. На заключительном этапе полёта на борту находились 6 членов экипажа и 31 пассажир. Из-за плохих погодных условий на маршруте рейс 901 отставал от расписания на 35 минут. Расчётное время посадки в аэропорту Шереметьево составляло 21:45 по местному времени, но примерно в 21:40 во время захода на посадку на полосу 07 авиалайнер в 11 километрах от начала полосы и вблизи посёлка Крюково (ныне Зеленоградский административный округ Москвы) оказался в 20 метрах над землёй, зацепив при этом верхушки деревьев. Пилоты потянули штурвалы «на себя», пытаясь исправить ситуацию, но потерявший скорость самолёт врезался в лес и, промчавшись через деревья на протяжении 400 метров, разрушился. 27 человек погибли на месте. Выживших доставили в местную Крюковскую больницу, где двое вскоре умерли от полученных ран. Остальных раненных позже перевезли в Москву в Боткинскую больницу, где позже ещё два человека умерли от травм. Всего в катастрофе погиб 31 человек: 5 членов экипажа и 26 пассажиров. Выжили только стюардесса Мария Верни и 5 пассажиров.

## Расследование
Расследованием причин катастрофы занималась советская комиссия с участием наблюдателей из австрийского Министерства транспорта.
Было установлено, что на самолёте не было никаких технических отказов, которые могли бы привести к катастрофе. Погодные условия также не могли быть причиной происшествия. Изучив обломки и проанализировав записи радиопереговоров, австрийские наблюдатели пришли к мнению, что экипаж до самого момента столкновения с деревьями был уверен в правильной высоте полёта. Такое ошибочное мнение у пилотов о высоте могло появиться либо из-за отказа одного из двух высотомеров, либо из-за неправильной настройки давления на них, либо из-за неверного считывания показаний высотомеров. Сам механизм высотомеров оказался разрушен, а потому нельзя было точно установить, как работали высотомеры на момент столкновения с деревьями.
Изначальное давление на высотомерах было выставлено верно, однако на одном высотомере стояло давление 990 мбар, тогда как на другом — 1013 мбар. Первое давление соответствовало уровню аэродрома, а второе — уровню моря, из-за чего показания высотометров отличались почти на 200 метров (высота аэропорта Шереметьево над уровнем моря составляет 192 метра). Такие настройки приборов противоречили процедурам, установленным в авиакомпании Austrian Airlines, но почему командир нарушил эти процедуры, определить было невозможно. В итоге точная причина снижения ниже безопасной высоты не была установлена.